# Prumnopitys montana
Prumnopitys montana (чаквіро) — вид хвойних рослин родини Подокарпових.
Видовий епітет вказує на середовище проживання в горах.

## Опис
Дерева до 30 м заввишки і 1.5 м діаметром. Кора багряно-коричнева, вивітрюючись стає сірою. Нове листя жовтувате чи блискуче-зелене, стає потім темно-зеленим. На молодих листках листки 12—20 мм завдовжки і 1.8—2.3 мм завширшки, листки на дорослих деревах (8)10—20 мм завдовжки і 2—3.5 мм завширшки. Пилкові шишки ростуть в групах аж до 25 штук, вони 5—10 мм завдовжки і 2 мм завширшки. Насіннєві шишки ростуть по 1 чи 2 на гілочку.

## Поширення, екологія
Країни поширення: Болівія; Колумбія; Еквадор; Перу; Венесуела. Формує дерева до 30 м заввишки. Це дводомний вид (рідко однодомний) і здатні виробляти чоловічі й жіночі шишки в будь-який час року. Це компонент гірських лісів між 1500-3600 м. У нижній частині діапазону вид часто пов'язаний з видами Bejaria, Citharexylum, Clusia, Juglans, Octoea, Oreopanax і Weinmannia, а на великих висотах часто домінують Ericaceae, і види Podocarpus.

## Використання
Деревина вважається цінною для цілого ряду застосувань, включаючи житлове будівництво, ручки сільськогосподарських інструментів, столярні вироби, підлогу та столярних робіт. Його жовта заболонь і червонувата серцевина роблять його привабливим для токарної обробки.

## Загрози та охорона
Вид страждає від втрати місць проживання в результаті вирубок. Вид росте в ряді природоохоронних територій по всьому ареалу, наприклад, в Колумбії це Parque Regional Ucumarí; Parque Nacional Los Nevados, PN Puracé, PN Nevado del Huila.